# Club Deportivo Técnico Universitario
El Club Deportivo Técnico Universitario és un club de futbol de la ciutat d'Ambato (Equador).
Va ser fundat el 26 de maig de 1971. Disputa els seus partits a l'Estadio Bellavista. El seu rival ciutadà és el Macará amb qui disputa el Clásico Ambateño.
L'any 2011 ascendí a la màxima categoria nacional.

## Palmarès
- Segona Divisió de l'Equador: 
  - 1977 E2, 1981 E2, 1999, 2002, 2011